# Trần Quang
Trần Quang (sinh năm 1942) là nam diễn viên điện ảnh Việt Nam nổi tiếng từ trước năm 1975.

## Thuở nhỏ
Trần Quang có tên đầy đủ là Trần Trọng Quang sinh ngày 12 tháng 2 năm 1942 tại Viêng Chăn, Lào. Cha ông làm tùy viên kinh-tài cho tòa khâm sứ Bắc Kỳ tại Lào, gốc ở Phủ Lý, Hà Nam, còn mẹ là người Hàng Đào, Hà Nội. Để tiện cho công tác, cha ông sau đó đưa cả gia đình sang Thái Lan sinh sống.
Thuở nhỏ ông chỉ nói được tiếng Anh và tiếng Thái. Đến năm 1954, gia đình ông hồi cư về Sài Gòn, ông bắt đầu học tiếng Việt và được một người chú sửa khai sinh thành năm 1944.

## Sự nghiệp

### 1963 - 1968
Năm 1959, Trần Trọng Quang trúng tuyển khóa 1 trường Quốc gia Âm nhạc và Kịch nghệ Sài Gòn. Ông đậu thủ khoa năm 1963 với hai bài thi Hamlet (điểm trung) và Thành Cát Tư Hãn (điểm ưu), từ đó được bạn bè đặt biệt danh "Đại Hãn". Sau khi ra trường, ông chọn nghệ danh Trần Quang vì quá mê nhân vật Rhett Butler của Clark Gable. Cũng theo Trần Quang tiết lộ trên truyền hình, thầy Vũ Khắc Khoan đã dạy ông dùng tẩu thuốc cho ra dáng, và cũng bắt đầu để râu kẽm như tài tử Clark Gable.
Quãng mấy năm sau khi tốt nghiệp, Trần Quang chỉ được nhận những hợp đồng phim nhỏ và chỉ toàn vai phụ với cachet không đủ quà sáng. Lúc đầu ông làm thông dịch viên du lịch đến năm 1965, Trần Quang đăng ký khóa thông dịch viên cho quân đội Mỹ và bắt đầu đi quân dịch 2 năm. Ông được các đàn anh dạy vovinam, mà về sau giúp ông có thể chất tốt khi tham gia các pha hành động. Năm 1968, Trần Quang tình cờ gặp đạo diễn Hoàng Vĩnh Lộc, vị đạo diễn đã rất ấn tượng với diễn xuất của ông trong vở kịch tốt nghiệp, nên đã luôn tìm kiếm ông. Bộ phim Xin nhận nơi này là quê hương của Hoàng Vĩnh Lộc trở thành bộ phim đầu tiên của Trần Quang; diễn xuất của ông được đánh giá ca và các đạo diễn Lê Hoàng Hoa, Bùi Sơn Duân và ngôi sao lúc bấy giờ Thẩm Thúy Hằng mời hợp tác. Năm 1969, ông đóng vai phụ trong bộ phim Nàng của Thẩm Thúy Hằng và La Thoại Tân.

### 1969 - 1975
Năm 1970, ông đóng vai thứ chính trong Điệu ru nước mắt của Lê Hoàng Hoa sau đó là vai chính trong Như hạt mưa sa của Bùi Sơn Duân. Vai diễn trong Điệu ru nước mắt được khán giả đánh giá cao, phim cũng thành công về mặt doanh thu. Vai diễn họa sỹ Thuyên trong Như hạt mưa sa ban đầu được tác giả Ngọc Linh nhắm cho La Thoại Tân, nhưng đạo diễn Bùi Sơn Duân đã kiên quyết giữ lại cho Trần Quang. Năm 1973, ông ty Cửu Long Chợ Lớn thuê đạo diễn Hàn Anh Kiệt ở Hương Cảng qua bấm máy bộ phim Long hổ sát đấu, được coi như bản Việt của Long hổ đấu, trong đấy Trần Quang nhận vai chính Long còn vai thứ Hùng giao cho một võ sư chưa có kinh nghiệm đóng phim tên Lý Huỳnh. Đoàn phim giao tiếp với nhau hoàn toàn bằng Quan Thoại. Trong một pha máy phân cảnh Long phục cừu sư phụ, đạo diễn họ Hàn ra lệnh cho Trần Quang đá vào hạ bộ đối thủ, nhưng sau ba đúp Trần Quang chỉ đánh vào ngực và bụng. Hàn Anh Kiệt tức giận bèn nói "Anh là cái thá gì mà dám cãi tôi, đến Lý Tiểu Long tôi bảo còn phải nghe răm rắp nữa là", song Trần Quang tuyên bố: "Có phải tôi đang đóng vai người quân tử không? Thế thì đấy không phải lối hành xử của quân tử Việt Nam". Vì thế trong một phân đoạn khác, Hàn Anh Kiệt "trả thù" bằng một cú lộn người rất hiểm khiến Trần Quang bị gãy tay phải bỏ ngang để vô nhà thương điều trị. Vai Long bị đẩy xuống phụ, còn Hùng lên làm chính. Nhưng phim ra rạp không thu hồi được vốn vì Lý Huỳnh không biết diễn xuất. Sau sự kiện này, báo giới Sài Gòn giật tít: "Trần Quang vì tự ái dân tộc mà gãy tay".
| “            | Chủ đích người ta muốn dạy mình một bài học, rằng làm tài tử thì đừng có tự kiêu. Nhưng quả thật tôi không phải kiêu, mà đấy là lòng tự trọng của người nghệ sĩ trước hiện tình đất nước. | ” |
| — Trần Quang | |   |

Cũng theo Trần Quang, vai chính trong các phim Điệu ru nước mắt và Vết thù trên lưng ngựa hoang khiến ông rất được Đại Cathay kính nể, hễ lần nào lên vũ trường đều được y mời rượu và dẹp chỗ hạng VIP cho ngồi, ngoài ra ông được toàn quyền chọn vũ nữ mà không ai dám can thiệp.
Vai diễn thành công nhất sự nghiệp của ông là Hoàng Ghita trong phim Vết thù trên lưng ngựa hoang. Vai diễn cnày giúp ông mang về Giải diễn viên chính xuất sắc của Giải thưởng Văn học Nghệ thuật Sài Gòn. Năm 1973 đến 1974, ông được tham hai bộ phim Long Hổ sát đấu hợp tác với điện ảnh Hồng Kông, và Hải vụ 709 hợp tác với Thái Lan. Bộ phim Hải vụ 709, được gửi sang Mĩ làm hậu kỳ, chưa kịp công chiếu thì biến cố 1975 xảy ra.
Khoảng những năm 1974-1975, Trần Quang đã là một ngôi sao màn bạc khá nổi tiếng tại địa hạt Á châu, chuyện tình của ông với một cô diễn viên Nhật Bản được báo chí thủ đô Tokyo loan tin hàng ngày. Sau sự kiện 30 tháng 4, người tình đề nghị ông sang Nhật dưới sự bảo lãnh của cô, nhưng Trần Quang kiên quyết từ chối. Mối tình kết thúc, nhưng hai người vẫn thư từ qua lại suốt 15 năm. Theo truyền thông Nhật, cô diễn viên này không bao giờ kết hôn sau chuyện tình dang dở.
| “              | Bố muốn tôi nối nghiệp công chức ngoại giao, ông quyết liệt phản đối chuyện tôi xin thi vào trường điện ảnh. Nhưng hôm trước khi di tản, ông cho con gái tôi một cái hộp và dặn : Con đưa cái này cho bố. Tôi tưởng đâu là trang sức gì, nhưng hóa ra những ảnh và bài viết về tôi trên báo mà ông cẩn thận sưu tập suốt bấy nhiêu năm, nên đến lúc này tôi rỏ nước mắt. | ” |
| — Trần Quang]] | |   |

Tính đến năm 1975, trong khoảng 10 năm tham gia điện ảnh, Trần Quang đã tham gia hơn 20 bộ phim với hầu hết các ngôi sao lớn thời đó.

### 1976 - 1992
Sau năm 1975, Trần Quang đã thử vượt biên 32 nhưng đều thất bại, bị bắt 8 lần trong đó phải ngồi tù cải tạo 7 lần.
Thập niên 1980, Trần Quang thường được các đạo diễn mời vào các vai hành động, tâm lý. Điển hình là Con thú tật nguyền của đạo diễn Hồ Quang Minh. Sau bộ phim này, ông tiếp tục được các đạo diễn quốc tế để ý, thậm chí một số nhà làm phim Liên Xô đã đề nghị cộng tác. Đạo diễn Lê Hoàng Hoa từng định mời ông đóng vai đặc vụ Thành Luân trong Ván bài lật ngửa, nhưng vai diễn sau đó được giao cho diễn viên Nguyễn Chánh Tín. Năm 1992, Trần Quang thử sức làm đạo diễn dưới sự cố vấn của các đạo diễn Bùi Sơn Dzuân và Hồ Quang Minh, phim video Biệt đội Hắc Báo đạt doanh thu ấn tượng. Nhưng ngay sau đó, Trần Quang sang Mỹ theo diện đoàn tụ gia đình.

### 1993 - 2000
Ở nơi đất khách, Trần Quang chỉ tham gia vài dạ hội văn nghệ có quay phim, nhưng ông tự nguyện đóng vai phụ để tôn vẻ đẹp nữ chính.

### 2001 tới nay
Kể từ khoảng thập niên 2000, ông hợp tác với doanh nhân Trần Bảo Sơn để sản xuất những cuốn phim, mà theo ông là "phản ánh tâm hồn, phong tục và cả những khiếm khuyết của con người Việt Nam".
| “            | Lịch sử phong tục Đại Hàn xét ra không hơn gì ta, nhưng họ chịu khó cử người sang Hollywood học hỏi rồi làm những phim phản ánh xã hội Hàn, nên bây giờ ai cũng say mê Đại Hàn. Cho nên tôi vẫn cứ đau đáu phải làm một cuốn phim thể hiện đúng tâm tư tình cảm con người Việt Nam, vì chúng ta cũng có một lịch sử rất oai hùng và văn hóa thì đặc sắc chẳng kém ai. | ” |
| — Trần Quang | |   |

Trong thời gian diễn ra đại dịch COVID-19, Trần Quang bắt đầu soạn cuốn hồi ký đời mình, dự định có ngày nào đó sẽ xuất bản.
Sau khi rời Việt Nam, ông có 2 từng đến Hà Nội dự khai trương một nhà hàng năm 2007, và đến dự lễ tang của bạn diễn, nghệ sĩ Phương Thanh năm 2009.

## Gia thế
Trần Quang sinh ra trong gia đình công chức chính phủ, gồm bố mẹ và một em gái. Bản thân ông cũng có rất nhiều chuyện tình tốn giấy mực báo giới nhiều thập niên. Nhưng ông chỉ có cuộc hôn nhân chính thức với bà Mỹ Hà sau khi định cư tại Mỹ, hai người chia tay sau nhiều năm chung sống.
- Con gái lớn: Trần Ngọc Thanh Trúc, sinh năm 1965 với bà Đặng Ngọc Thanh (vợ có hôn thú).
- Con gái lớn: Jessica Phương Lư, sinh năm 1971, kết quả mối tình ngắn với em gái thứ 9 của nghệ sĩ Thanh Nga. Tin này sai.
- Con gái út: Chloe Trâm Trần, sinh năm 1971 với bà Đặng Ngọc Thanh.

Ngoài ra ông có vài người con từ những hôn nhân ngoài giá thú khác.
- Trong thời gian đóng phim Vết thù trên lưng ngựa hoang,Trần Quang thường đến nhà Thẩm Thúy Hằng chơi. Sau này ông lấy người em thứ 9 của bà, dù có được một con gái nhưng họ mau chóng li hôn.[cần dẫn nguồn] Con gái ông là Trần Ngọc Thanh Trúc, một nhà thiết kế thời trang.[6]

## Kịch
- Hamlet
- Thành Cát Tư Hãn (soạn giả Vũ Khắc Khoan)
- Hoa hồng xám (đạo diễn kiêm biên kịch và tài tử chánh, đóng với Tâm Phan trên THVN9) 1969 - 1975
- Vì đó là em

## Phim đã tham gia

### Trước 1975
- Phản bội
- Xin nhận nơi này làm quê hương
- Nàng
- Tỉnh mộng
- Long hổ sát đấu
- Người tình không chân dung
- Điệu ru nước mắt
- Vết thù trên lưng ngựa hoang
- Đò dọc
- Hồng Yến
- Như hạt mưa sa
- Như giọt sương khuya
- Anh yêu em
- Men tình mùa hạ
- Năm hiệp sĩ bất đắc dĩ
- Hải vụ 709 (phim hợp tác Thái Lan)
- Tình thù rực nắng

### Sau 1975
- Cô Nhíp
- Tội lỗi cuối cùng
- Cầu Rạch Chếc
- Bãi biển đời người
- Chếc vòng bạc
- Đường dây lên côn đảo
- Con thú tật nguyền (phim hợp tác Thụy Sĩ)
- Bà chúa cuối cùng
- Vết thù năm tháng
- Tình thù đối mặt
- Ván bài lật ngửa: Phát súng trên cao nguyên
- Đằng sau một số phận

### Thập niên 1990 tới nay
- Ba biên giới, hay Biệt đội Hắc Báo
- Con đường vô tận (phim Mỹ)

## Video
- Il Faut Partir (Tình yêu chào đón): Vai gueststar cho Thanh Lan
- 1992 California by Night (Đêm Cali '92)
- Hollywood Night 2 (Đêm Hollywood 2)
- Hollywood Night 3 (Đêm Hollywood 3)